# Сестра Тона
«Сестра Тона» (алб. Motra Tone) — картина албанського художника Кола Ідромено, написана 1883 року, яка зображує його сестру. Зараз портрет є частиною колекції Національної галереї мистецтв Албанії. Ця робота стала одним із найвищих досягнень живописця і вважається першим психологічним портретом албанського мистецтва часу національного Відродження. «Албанська Джоконда» (алб. Mona Lizës shqiptare).

## Опис
Полотно зображує дівчину до пояса. Лівою рукою вона прикриває обличчя білою вуаллю, а правою — притримує її. Тона одягнена у традиційний для скутарський костюм, що відтіняє «сором'язливість і духовну чистоту албанської дівчини».